# یواس‌اس شابریک (تی‌بی-۳۱)
یواس‌اس شابریک (تی‌بی-۳۱) (به انگلیسی: USS Shubrick (TB-31)) یک کشتی بود که طول آن ۱۷۵ فوت (۵۳ متر) بود. این کشتی در سال ۱۸۹۹ ساخته شد.